# Янницька битва
Еніджевардарська битва (грец. Μάχη των Γιαννιτσών) — битва між грецькою та османською арміями, що відбулася 20 жовтня 1912 року і в силу геополітичних наслідків стала однією з найважливіших битв Першої Балканської війни. Перемога грецької армії в цій битві відкрила їй дорогу до столиці Македонії — Фессалоніки.

## Передісторія
На початку Першої Балканської війни грецька армія з провінції Фессалія пробилася з боями (Битва при Сарантапоро) в Західну Македонію. Відступаюча турецька армія 10 жовтня спалила містечко Сервіа, у яке в той же день ввечері увійшли грецькі війська. Через 40 годин грецька кавалерійська бригада увійшла без бою в місто Козані, де її зустріло радісне грецьке населення. Головнокомандувач грецькою армією наслідний принц Костянтин І мав намір розвинути наступ на північний захід у напрямку до міста Монастір, що мало тоді значну частину грецького населення.

## Конфронтація прем'єр-міністра і головнокомандувача
Ще до початку війни грецький прем'єр-міністр Венізелос заявив начальнику штабу Данглісу, що головним завданням і напрямком для армії повинно стати місто Салоніки. Це означало, що армія повинна була наступати на схід від гори Олімп уздовж узбережжя Егейського моря. Замість цього і всупереч вказівкам Венізелоса майже вся Фессалійска армія — 6 дивізій, кавалерійська бригада і королівська гвардія — увійшла в Македонію, обійшовши Олімп із заходу, віддалившись від поставленого першочергового завдання. На узбережжі була залишена лише щойно сформована в місті Лариса 7-а дивізія, яка не могла самотужки виконати це завдання. Отримавши інформацію про те, що Костянтин має намір розвинути наступ в північно-західному напрямку, Венізелос обмінявся кількома телеграмами з наслідним принцом, однак Костянтин не виконав вимогу прем'єр-міністра розвернути армію на схід. Нарешті, в останній телеграмі Константина, головнокомандувач говорив, що має намір йти до Монастір, «хіба що Ви мені забороните це». Надійшла негайна відповідь Венізелоса: «Я вам забороняю!». Факт цієї конфронтації не викликає сумніву, однак грецькі історики заперечують факт існування цієї останньої телеграми.

## На схід
14 жовтня, 1-ша, 2-га, 3-тя, 4-та і 6-та грецькі дивізії розвернулися на схід. 5-та дивізія і кавалерійська бригада продовжували просуватися в північно-західному напрямку, але тепер основним завданням для них стало прикриття лівого флангу грецької армії на випадок атаки турецьких сил з північного заходу. Пройшовши гору Верміон і зламавши турецьку оборону на перевалі Кастаніа, грецька армія 16 жовтня звільнила місто Верія.

## Янниця

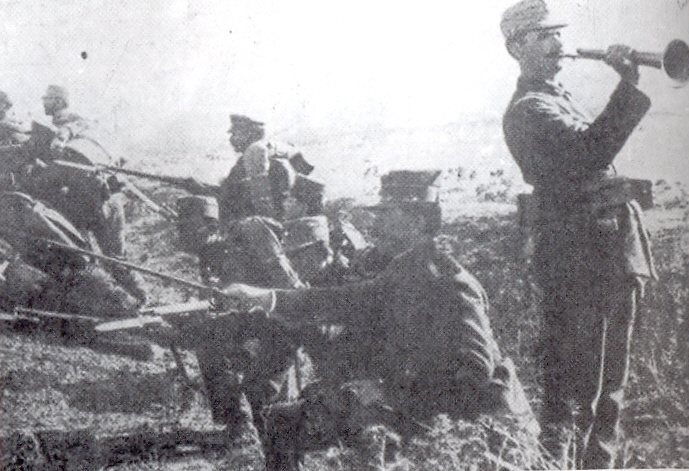
Грецька піхота під Янниця

Турецьким угрупованням Фессалоніки командував Хасан Тахсин-паша. Не маючи можливості одночасно протистояти грецькому наступу із заходу і болгарському зі сходу, Тахсин-паша ухвалив рішення по черзі сконцентрувати свої сили, спочатку проти грецької загрози, а потім проти болгар, для чого перекинув на грецький фронт з Серрес, Східна Македонія, 14-ту дивізію. Чисельність турецького угруповання, що встало перед грецькою армією, досягла 25 000 солдатів. Але Тахсин-паша свідомо зайняв оборону нема за повноводною в цю пору року рікою Аксіос, а перед нею, у міста Янниця. Значною мірою це було обумовлено тим, що Янниця була практично повністю турецьким містом, а також священним містом для балканських мусульман. Тахсин-паша вважав, що ці чинники підвищать моральний дух його військ.

## Бій

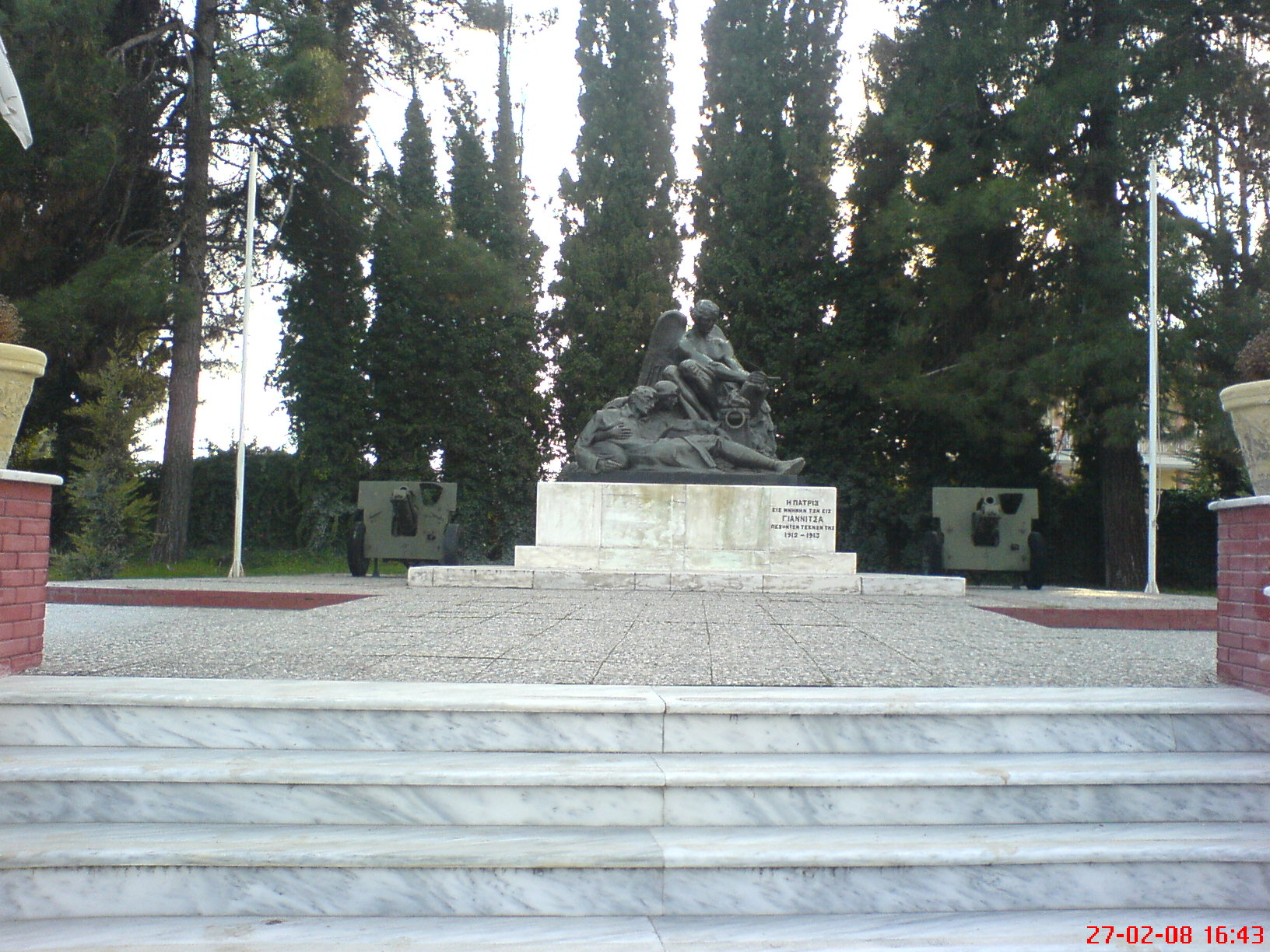
Пам'ятник битві встановлений в Янниця. Скульптор Грігоріос Зевголіс

Атака 5-ти грецьких дивізій на турецькі позиції, розташовані на висотах перед містом, почалася опівдні 19 жовтня і тривала до ранку наступного дня. Турки завзято оборонялися проти супротивника, що перевершував їх сили у два рази, але зупинити атаку грецької армії не змогли. Героєм битви став командир гвардійського полку Діонісіос Пападопулос, який захопив турецьку батарею в 14 знарядь. До кінця бою 6-та грецька дивізія обійшла турецькі позиції з флангу. Турки в паніці тікали. Грецькі джерела кажуть, що турки залишили на полі бою 3 000 убитих. Дорога на Фессалоніки практично була відкрита, проте Костянтин не скористався панікою і не переслідував турків, що дало їм можливість зруйнувати мости на річці.
Ця битва мала величезне військово-політичне значення. Салоніки знову стало грецьким містом. Незадоволеність Болгарії результатами Першої Балканської війни і, зокрема, болгарські претензії на Фессалоніки, послужила причиною Другої Балканської війни 1913 року, в якій Сербія і Греція протистояли Болгарії.